# Nowosolna
Nowosolna – osiedle administracyjne (jednostka pomocnicza gminy) we wschodniej części Łodzi, w dzielnicy Widzew, obejmujące dawną podłódzką wieś o tej samej nazwie. W Nowosolnej znajduje się siedziba gminy Nowosolna, w której skład Nowosolna jednak od 1988 r. nie wchodzi.
Osiedle liczyło w 2022 r. 4442 mieszkańców.

## Obszar
Teren osiedla Nowosolna jest, jak na warunki miejskie, słabo zaludniony. Obejmuje dość duży obszar, złożony w głównej mierze z pól i nieużytków, a także niewielkich sosnowych lasów i łąk oraz ogródków działkowych. Jedynie w jego centrum znajduje się obszar zwartej zabudowy, głównie typu podmiejskiego. Stanowi go plac, od którego w ośmiu kierunkach promieniście rozchodzą się ulice. Ponadto zabudowania mieszkalne występują w znacznie mniejszym skupieniu wzdłuż wszystkich 8 dróg odchodzących od placu.
Część osiedla leży na terenie Parku Krajobrazowego Wzniesień Łódzkich. Przez osiedle przepływa rzeka Miazga. Osiedle od wschodu graniczy z gminą Nowosolna, której nie jest od 1988 r. częścią.

## Historia
Pierwotna nazwa wsi brzmiała Neu-Sulzfeld, ponieważ większość osadzonych w niej kolonistów pochodziła z okolic wirtemberskiego miasta Sulzfeld. Z czasem nazwa uległa polonizacji w formie Nowosolna, która jest wolnym tłumaczeniem nazwy niemieckiej.
Nowosolna została założona około 1802 r. w ramach tak zwanej kolonizacji fryderycjańskiej i zasiedlona została przez protestantów niemieckich pochodzących w większości z Wirtembergii. Ponadto osiedlili się tu też osadnicy z Badeni, Lotaryngii, Prus i z poznańskiego.
Nowosolna miała być według pierwotnej koncepcji miastem powiatowym. W 1823 r. Nowosolna liczyła 1059 mieszkańców zamieszkałych w 86 domach, przewyższając w tym czasie liczbę mieszkańców pobliskiej Łodzi – chociaż na niedługo, ponieważ w wyniku decyzji władz administracyjnych Królestwa Polskiego przeznaczającego to miasto na osadę fabryczną, w 1830 r. liczba jego mieszkańców wzrosła gwałtownie do 4 tysięcy.

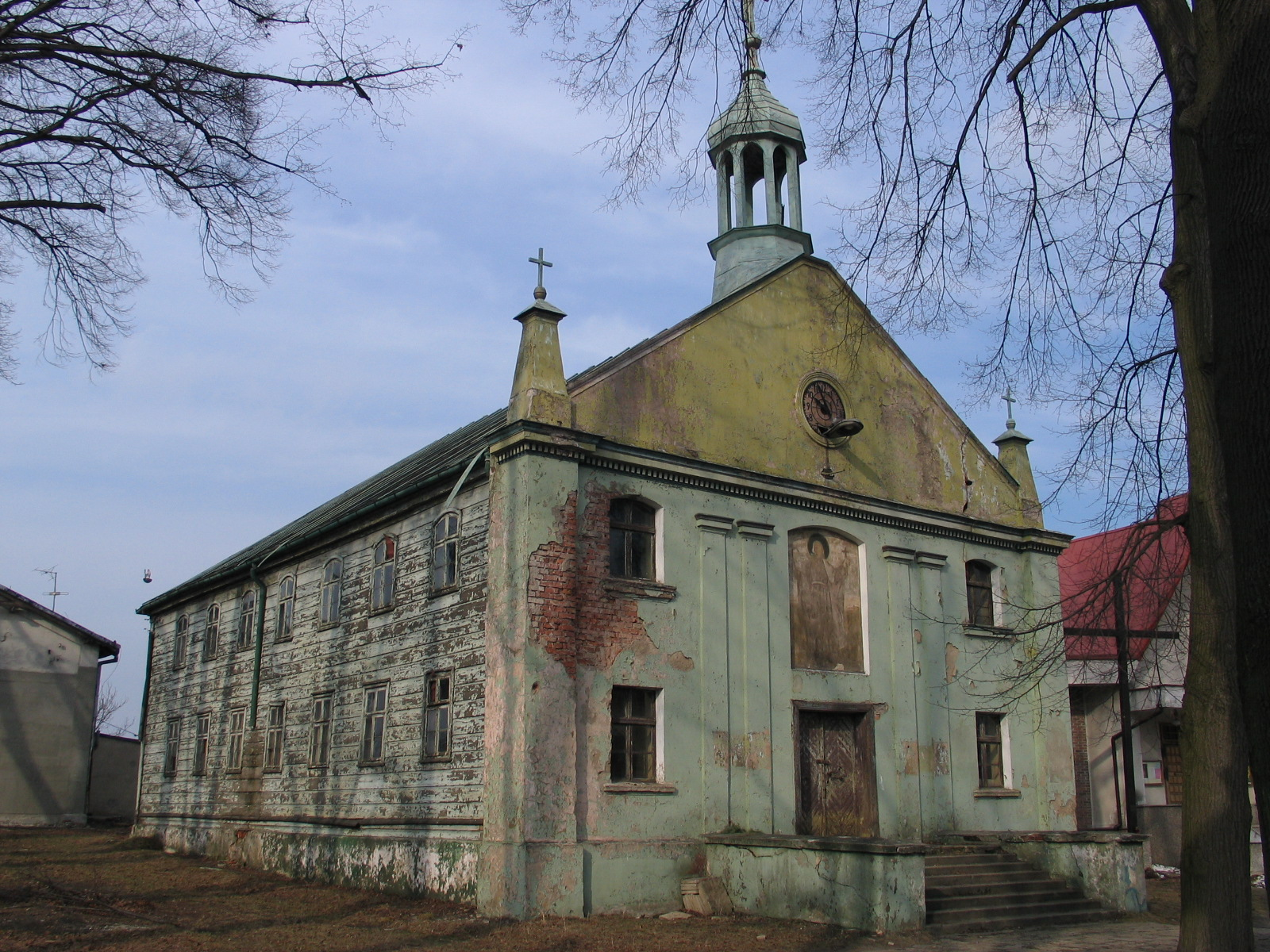
Kościół ewangelicki z 1838 r. znajdujący się dawniej na rynku w Nowosolnej; dziś w skansenie łódzkiego budownictwa drewnianego przy Muzeum Włókiennictwa w Łodzi

Wieś wytyczono na tak zwanym surowym korzeniu, na nietypowym planie ośmioramiennej gwiazdy. Centralnym punktem osady był i jest plac, z którego co 45 stopni wychodzi kolejno osiem ulic. Wraz ze wsią Pokój w województwie opolskim Nowosolna stanowi unikatowy w skali kraju przykład rozplanowania w ten sposób zabudowy wiejskiej. Ze względu na wieloletni brak zainteresowania władz, szczególnie po II wojnie światowej, jego potencjał estetyczny został w dużym stopniu zaprzepaszczony niespójną, chaotyczną zabudową i nieprzejrzystym układem komunikacyjnym.
Miejscowość długo zachowała swój nietypowy charakter etniczny. Jeszcze w 1921 r. ponad 95% z jej 1126 mieszkańców było narodowości niemieckiej. Kres jej wielokulturowemu charakterowi przyniósł koniec wojny światowej. W 1945 roku jej niemieccy mieszkańcy uciekli w obawie przed Rosjanami bądź zostali wysiedleni w ciągu kilku następnych lat przez nowe władze Polski. Ich własności zostały przejęte przez państwo polskie.
W 1988 r. Nowosolna została włączona w granice administracyjne Łodzi, w obręb dzielnicy Widzew.
Na wschód od rynku w Nowosolnej przebiega autostrada A1 wraz z węzłem „Brzeziny”.

## Historia administracyjna
Dawniej samodzielna miejscowość, od 1867 r. w gminie Nowosolna. W okresie międzywojennym należała do powiatu łódzkiego w woj. łódzkim. W 1921 r. Nowosolna liczyła 1126 mieszkańców. 1 września 1933 r. utworzono gromadę (sołectwo) Nowosolna w granicach gminy Nowosolna, składającą się z samej wsi Nowosolna.
Podczas II wojny światowej włączona do III Rzeszy. Po wojnie Nowosolna powróciła do powiatu łódzkiego w woj. łódzkim jako jedna z 7 gromad gminy Nowosolna. W związku z reorganizacją administracji wiejskiej jesienią 1954 r. Nowosolna weszła w skład nowej gromady Nowosolna. W 1971 r. ludność wsi wynosiła 1776.
Od 1 stycznia 1973 r. ponownie w gminie Nowosolna w powiecie łódzkim. W latach 1975–1987 miejscowość należała administracyjnie do województwa łódzkiego.
1 stycznia 1988 r. Nowosolną (1576,93 ha) włączono do Łodzi.

## Ważniejsze obiekty
- Szkoła podstawowa nr 202 przy ul. Jugosłowiańskiej im. Jana Pawła II – jedna z najdłużej istniejących szkół w okolicach Łodzi. Powstała w latach 1832–1833 przy parafii ewangelicko-augsburskiej. Początkowo szkoła mieściła się w stojącym do dzisiaj budynku przy ulicy Pomorskiej 585. Po I wojnie światowej zaistniała konieczność rozbudowania szkoły – 19 lipca 1925 r., przy ulicy Jugosłowiańskiej 2, wmurowany został kamień węgielny pod nowy budynek, a w 1928 r. oddano nową szkołę do użytku[11]. W czasie II wojny światowej szkoła była instytucją niemiecką[12]. W 1999 r. rozpoczęto budowę nowego budynku, którego otwarcie nastąpiło 1 września 2001 r. 7 kwietnia 2005 r. rada pedagogiczna podjęła uchwałę o nadaniu szkole imienia Jana Pawła II, a 22 czerwca 2005 r. uchwałą Rady Miejskiej w Łodzi nadano jej imię Jana Pawła II[13].
- Drewniany kościół pw. św. Andrzeja Boboli z 1838 r. Pierwotnie był to zbór ewangelicki. Obecnie budynek znajduje się w Skansenie Łódzkiej Architektury Drewnianej w Łodzi[14].
- Jedno z dwóch w Polsce skrzyżowań „słonecznych” vel „promieniowych” w formie ośmioramiennej gwiazdy[15].
- młyn motorowy z okresu międzywojennego.
- Cmentarz św. Andrzeja Boboli, powstały w 1802 roku.